# Věžníčky
Věžníčky (Duits: Wieschnitschka) is een Tsjechische plaats in de gemeente Popovice, regio Midden-Bohemen, en maakt deel uit van het district Benešov. Het dorp ligt op 1,5 kilometer afstand van Popovice.
Věžníčky telt 23 inwoners (2021).

## Geschiedenis
De eerste schriftelijke vermelding van het dorp dateert van 1400.
Sinds 1960 is Věžníčky volledig ondergebracht bij het district Benešov.

## Verkeer en vervoer

### Autowegen
Er leidt een regionale weg naar het dorp.

### Spoorlijnen
Er is geen station in Věžníčky. Het dichtstbijzijnde station is in Olbramovice, op zo'n 18,5 kilometer afstand. Dat station ligt aan spoorlijn 220 van Praag naar Tábor en České Budějovice. Ook begint hier spoorlijn 223 naar Sedlčany.
Spoorlijn 220 is dubbelsporig en maakt deel uit van het Europese spoorsysteem. Tussen 2010 en 2013 werd de lijn grondig gemoderniseerd, waarbij sommige gedeelten verplaatst werden, om zo een minder bochtig tracé te creëren.

### Buslijnen
Er is geen bushalte in hen dorp. De dichtstbijzijnde bushalte is in Popovice, op anderhalve kilometer afstand:
| Halte              | Lijn(en) | Traject(en)      | Vervoerder(s) |
| ------------------ | -------- | ---------------- | ------------- |
| Popovice, Popovice | 758      | Benešov - Vlašim | CŠAD Benešov  |

## Galerij

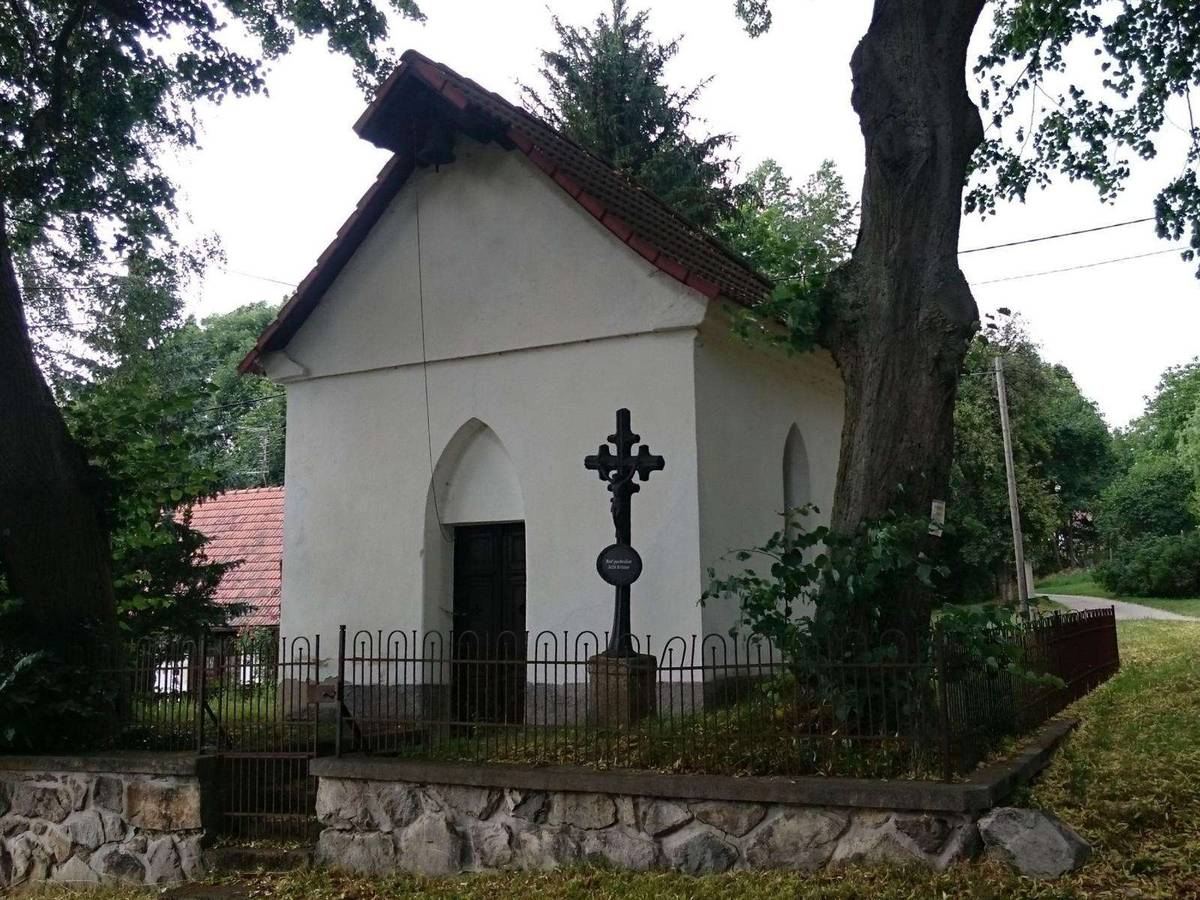
Dorpskapel (2021)
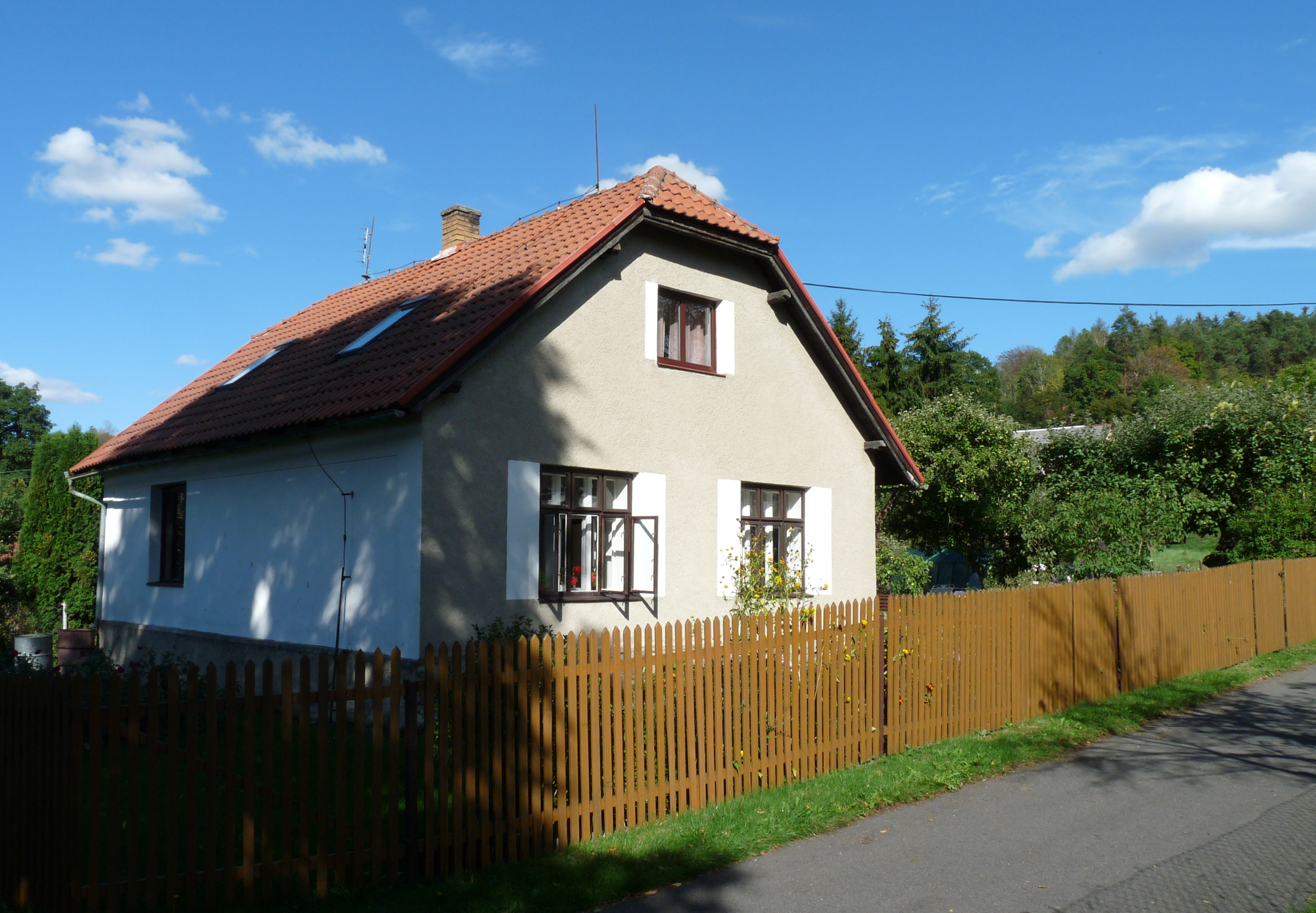
Huis in het dorp (2015)
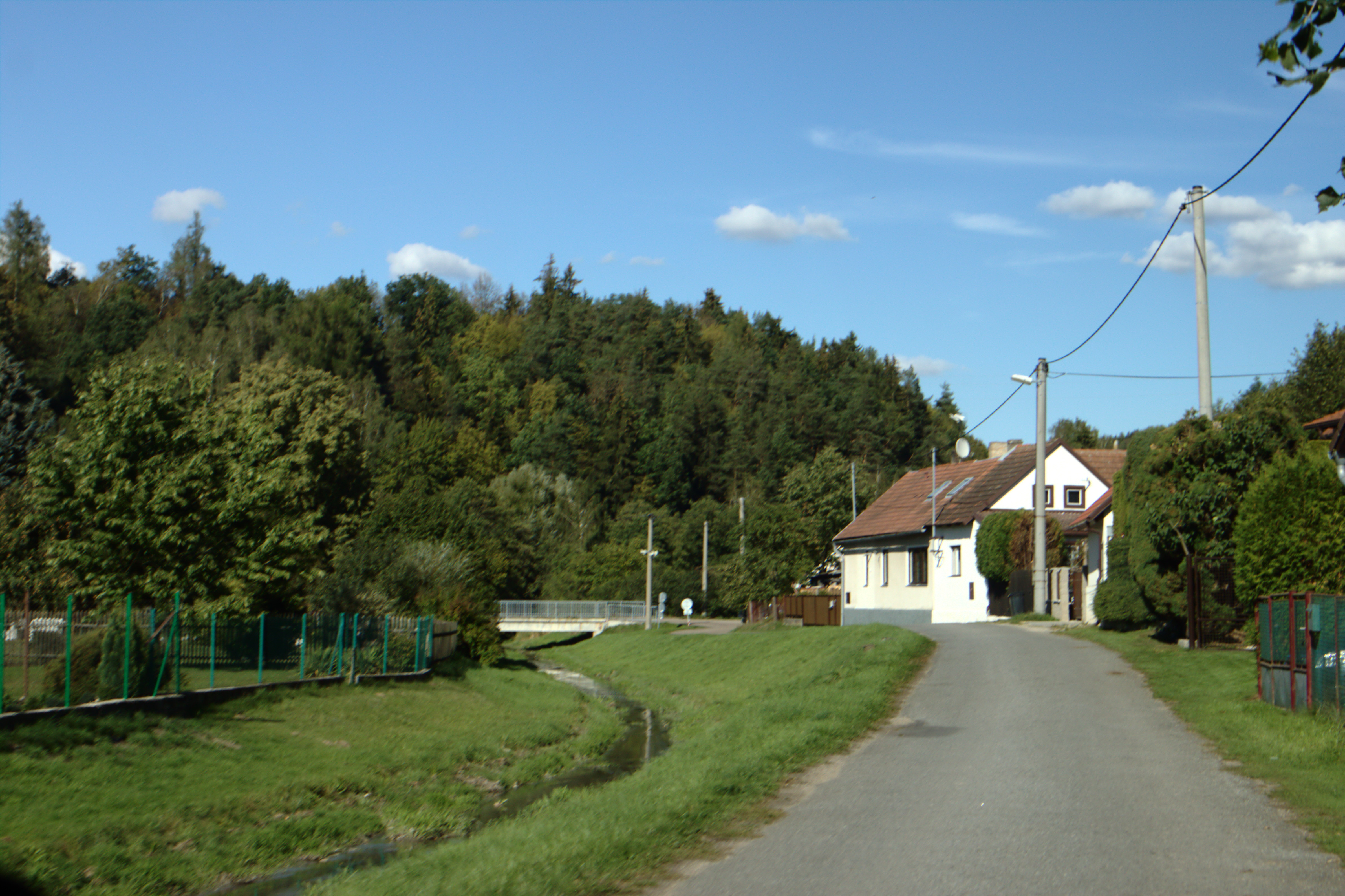
Weg door het dorp (2015)